# جيمس إلكنز
جيمس إلكنز (بالإنجليزية: James Elkins)‏ هو بروفيسور ومؤرخ وصحفي أمريكي، ولد في 13 أكتوبر 1955.

## وصلات خارجية
- الموقع الرسمي